# Elseyornis melanops
El chorlito de frente negra o chorlitejo frentinegro (Elseyornis melanops) es una especie de ave Charadriiforme de la familia Charadriidae presente en Australia y Nueva Zelanda. Es el único representante del género Elseyornis.